# Vennezey
Vennezey é uma comuna francesa na região administrativa de Grande Leste, no departamento de Meurthe-et-Moselle. Estende-se por uma área de 3,43 km². Em 2010 a comuna tinha 50 habitantes (densidade: 14,6 hab./km²).